# 람보 2
《람보 2》(영어: Rambo: First Blood Part II)는 1985년 개봉한 미국의 액션 영화로, 람보 시리즈의 두 번째 작품이다. 감독은 조지 P. 코스마토스가 맡았다. 전편 《람보》에서 3년 후, 아직 베트남의 수용소에 갇힌 베트남 전쟁 포로들을 구출하기 위한 람보의 활약을 그린다.

## 줄거리
베트남 전쟁 참전 용사 존 람보는 과거의 사건으로 인해 감옥에 수감된다. 미 정부는 베트남에 전쟁 포로들이 아직 살아있을 가능성에 대한 보고를 받고 여론의 압박을 느끼게 되자, 람보에게 포로 생존 여부를 확인하는 비밀 임무를 제안한다. 대통령 사면을 조건으로 임무를 수락한 람보는 베트남으로 향한다.
람보는 베트남에서 포로 수용소를 확인하지만, 적과 교전하거나 포로를 구출하지 말라는 엄격한 지시를 받는다. 그러나 람보는 포로 한 명을 구출하면서 명령을 어기고, 이로 인해 미 정부는 그를 버리고 철수한다. 람보는 홀로 살아남아, 자신의 뛰어난 전투 기술을 발휘해 포로들을 구출하기로 결심한다.
현지 정보원 코 바오의 도움을 받아 포로 수용소에 침투한 람보는 포로들을 발견하고 구출을 시도한다. 하지만 배신으로 인해 위기에 처하고, 정부는 람보를 버리고 철수한다. 람보는 결국 포로 수용소에 잡히게 되고, 고문을 받지만 코 바오의 도움으로 탈출에 성공한다. 탈출 과정에서 코 바오는 죽고, 분노한 람보는 복수를 다짐한다.
람보는 게릴라 전술을 사용해 러시아군과 베트남군을 하나씩 제거하며 포로 수용소를 파괴한다. 결국 그는 포로들을 모두 구출하고, 탈출 과정에서 자신을 배신한 미국 정부 관계자에게 분노를 표출한다. 람보는 조국이 그들을 위해 싸운 군인들에게 더 많은 관심을 가져야 한다고 말하며, 과거의 상처를 안고 홀로 떠나간다.

## 출연진
- 실베스터 스탤론 - 존 람보
- 리처드 크레나 - 샘 트라우트먼 대령
- 찰스 네이피어 - 마셜 머독 소령
- 스티븐 버코프- 세르게이 포돕스키 중령
- 줄리아 닉슨 - 코프엉바오
- 마틴 코브 - 마이클 에릭슨
- 조지 청 - 테이 중위
- 앤디 우드 - 뱅크스
- 윌리엄 겐트 - 빈 대위
- 보요 고리치 - 유신 하사
- 데이나 리 - 쯔엉 낀 대위
- 스티브 윌리엄스 - 포로